# Lights Out (album d'UFO)
Pour les articles homonymes, voir Lights Out.
Albums de UFO
No Heavy Petting
(1976) Obsession
(1978)
Singles
1. Alone Again Or
Sortie : 6 mai 1977
2. Too Hot to Handle
Sortie : juin 1977
3. Try Me
Sortie : 1977

Lights Out, paru le 7 mai 1977,,, est le sixième album studio du groupe UFO. Il est sorti sur le label Chrysalis Records et a été produit par Ron Nevison.

## L'album
À l'exception d'un titre, tous les morceaux ont été composés par les membres du groupe. Lights Out voit l'arrivée d'un nouveau claviériste - guitariste, Paul Raymond, ancien membre de Chicken Shack et de Savoy Brown en remplacement de Danny Peyronnel.
Enregistré aux AIR studios de Londres, cet album est considéré par beaucoup d'amateurs comme le meilleur album studio de UFO. C'est pourtant au cours de la tournée qui suit la sortie de l'album que Michael Schenker, stressé par le succès, disparait pendant deux mois avant de revenir , il est remplacé en tournée par Paul Chapman.
Il est le premier album du groupe à être classé dans les charts britanniques. Il y atteindra la 54e place, mais fera mieux aux États-Unis en prenant la 23e place du Billboard 200.
Le bassiste d'Iron Maiden, Steve Harris déclara que Love to Love était sa chanson préférée.

## Les musiciens
- Phil Mogg : chant
- Michael Schenker : guitare solo
- Paul Raymond : claviers, guitare rythmique, chœurs
- Pete Way : basse
- Andy Parker : batterie, percussions

## Liste des titres

### Album original
| 1. | Too Hot to Handle    | Phil Mogg, Pete Way                                | 3:37 |
| 2. | Just Another Suicide | Phil Mogg                                          | 4:58 |
| 3. | Try Me               | Phil Mogg, Michael Schenker                        | 4:49 |
| 4. | Lights Out           | Phil Mogg, Andy Parker, Michael Schenker, Pete Way | 4:33 |

| 5. | Getting’ Ready | Phil Mogg, Michael schenker           | 3:46 |
| 6. | Alone Again Or | Bryan MacLean                         | 3:00 |
| 7. | Electric Phase | Phil Mogg, Michael Schenker, Pete Way | 4:20 |
| 8. | Love to Love   | Phil Mogg, Michael Schenker           | 7:38 |

### Titres bonus de la réédition 2008
- Live at The Roundhouse, London, 1976 *

| No  | Titre         | Auteur                      | Durée |
| --- | ------------- | --------------------------- | ----- |
| 9.  | Lights Out    | Mogg, Parker, Schenker, Way | 5:14  |
| 10. | Gettin' Ready | Mogg, Schenker              | 4:03  |
| 11. | Love to Love  | Mogg, Schenker              | 7:15  |
| 12. | Try Me        | Mogg, Schenker              | 4:03  |

- La date est erronée, il s'agit en fait du concert donné le 2 avril 1977[9].

## Informations sur le contenu de l'album
- Too Hot to Handle/Lights Out, Try Me/Gettin'Ready et Alone Again or/Electric Phase sortiront également en singles
- Alone Again or est une reprise de Love (1967)

## Charts
| Pays                          | Durée du classement | Meilleur classement | Date             |
| ----------------------------- | ------------------- | ------------------- | ---------------- |
| États-Unis (Billboard 200)    | 24 semaines         | 23e                 | 1er octobre 1977 |
| Royaume-Uni (UK Albums Chart) | 2 semaines          | 54e                 | 29 mai 1977      |
| Suède (Sverigetopplistan)     | 4 semaines          | 31e                 | 17 juin 1977     |